# فيلي دفريوإكس
فيلي دفريوإكس (بالإنجليزية: Willie Devereux)‏ هو لاعب قذف أيرلندي، ولد في 23 يناير 1991.